# Désiré Carnel
Désiré Carnel, né le 23 février 1823 à Bailleul et mort le 22 mars 1899 à Lille, est un peintre et un prêtre français.

## Biographie
Désiré Constant Louis Carnel est le fils de Vaast Louis Joseph Carnel, menuisier, et de Jeanne Claire Barbe Devos, son frère Charles (1839-1903) sera abbé à Dunkerque.
Il entre au grand séminaire de Cambrai en 1842, puis est reçu bachelier es lettres à Douai en 1844.
Il entre dans le ministère paroissial en 1847, en qualité de vicaire à Dunkerque et aumônier du collège communal Notre Dame des Dunes. Il est un temps vicaire à Bourbourg.
Il est un des membres fondateurs du Comité flamand de France.
En 1856, il quitte Dunkerque pour l'église Saint-André de Lille. C'est à partir de 1860 qu'il s'initie à la peinture. En 1867, il est nommé curé de Sequedin.
Élève de Jules Denneulin, il expose au Salon de 1879 à 1893.
Attaché à l'hôpital militaire de Lille, il y est aumônier en 1897.
Il meurt célibataire à son domicile à l'âge de 76 ans.

## Distinction
- En 1876, il est élevé au rang de chevalier de la Légion d'honneur.

## Postérité
- Une rue de Bailleul porte le nom de l'abbé Désiré Carnel.

## Publication
- Le dialecte flamand de France : étude phonétique et morphologique, Lille, 1860 (BNF 38756785)

## Œuvres exposées aux Salons parisiens

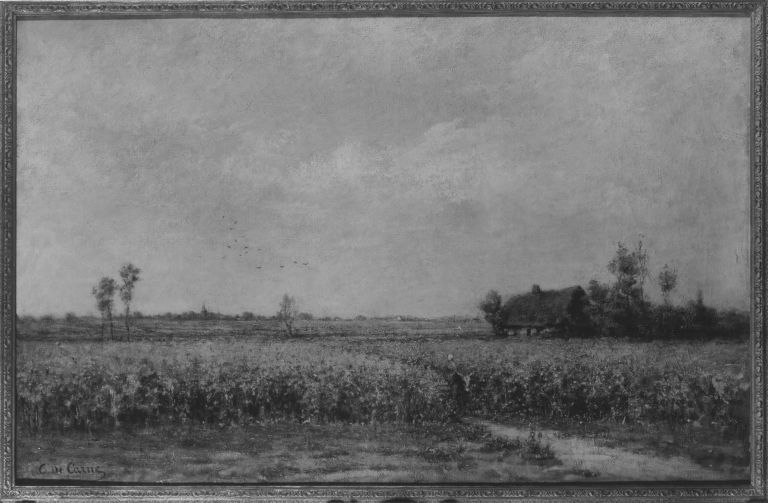
Paysage plat flamand.

- Crépuscule d'hiver ; effet de neige, au Salon de 1879
- Effet de neige, au Salon de 1880
- Les Colzas ; environs de Lille, au Salon de 1881
- Les Moulins ; Flandre, au Salon de 1882
- Une Prairie ; environs de Lille, au Salon de 1882
- Les Champs en juin ; Flandre, au Salon de 1883
- Les Colzas ; Flandre, au Salon de 1884
- Les Dernières récoltes ; environs de Lille, au Salon de 1885
- Un Chemin en Flandre, au Salon de 1885
- Une Mare ; Flandre, au Salon de 1886
- Environs de Lille ; au printemps, au Salon de 1887
- Les Prairies de Lambersart (Nord), au Salon de 1888
- Jardin maraîcher ; environs de Lille, au Salon de 1888
- Le Sarclage du lin au printemps ; environs de Lille, au Salon de 1889
- Défrichements en Flandre ; printemps, au Salon de 1890
- Lever de soleil ; Flandre, au Salon de 1891